# Geschwand
Geschwand ist ein Gemeindeteil der Gemeinde Obertrubach im Landkreis Forchheim (Oberfranken, Bayern).

## Geografie
Das Kirchdorf liegt im südlichen Randbereich der Wiesentalb etwas weniger als vier Kilometer nordwestlich von Obertrubach auf einer Höhe von 540 m ü. NHN.

## Geschichte
Der von Schwenden bzw. Schwanden abgeleitete Name des Dorfes zeigt an, dass die Ortsgründung im Rahmen einer Brandrodung erfolgte. Bis zum Ende des 18. Jahrhunderts unterstand Geschwand der Landeshoheit des Hochstifts Bamberg. Die Dorf- und Gemeindeherrschaft übte dessen Vogteiamt Wolfsberg aus. Als das Hochstift Bamberg infolge des Reichsdeputationshauptschlusses 1802/03 säkularisiert und unter Bruch der Reichsverfassung vom Kurfürstentum Pfalz-Baiern annektiert wurde, wurde Geschwand Bestandteil der bei der „napoleonischen Flurbereinigung“ in Besitz genommenen neubayerischen Gebiete.
Durch die  Verwaltungsreformen zu Beginn des 19. Jahrhunderts im Königreich Bayern wurde Geschwand mit dem Zweiten Gemeindeedikt 1818 eine Ruralgemeinde, zu der das Dorf Linden gehörte. Mit der Gebietsreform in Bayern wurde die Gemeinde Geschwand am 1. Mai 1978 in Obertrubach eingemeindet.

## Verkehr
Die Anbindung an das öffentliche Straßennetz wird hauptsächlich durch die Staatsstraße 2191 hergestellt, die aus dem Südwesten von Hammerbühl kommend in nordöstlicher Richtung über Linden und Leimersberg nach Kleingesee weiterverläuft. Die den Ort durchquerende Kreisstraße FO 20 verbindet Geschwand mit Bärnfels im Osten und dem bereits zu Egloffstein gehörenden Bieberbach im Nordwesten. Von der Ortschaft führen Gemeindeverbindungsstraßen nach Hundsdorf und Herzogwind im Südosten sowie Wolfsberg im Süden.

## Baudenkmäler

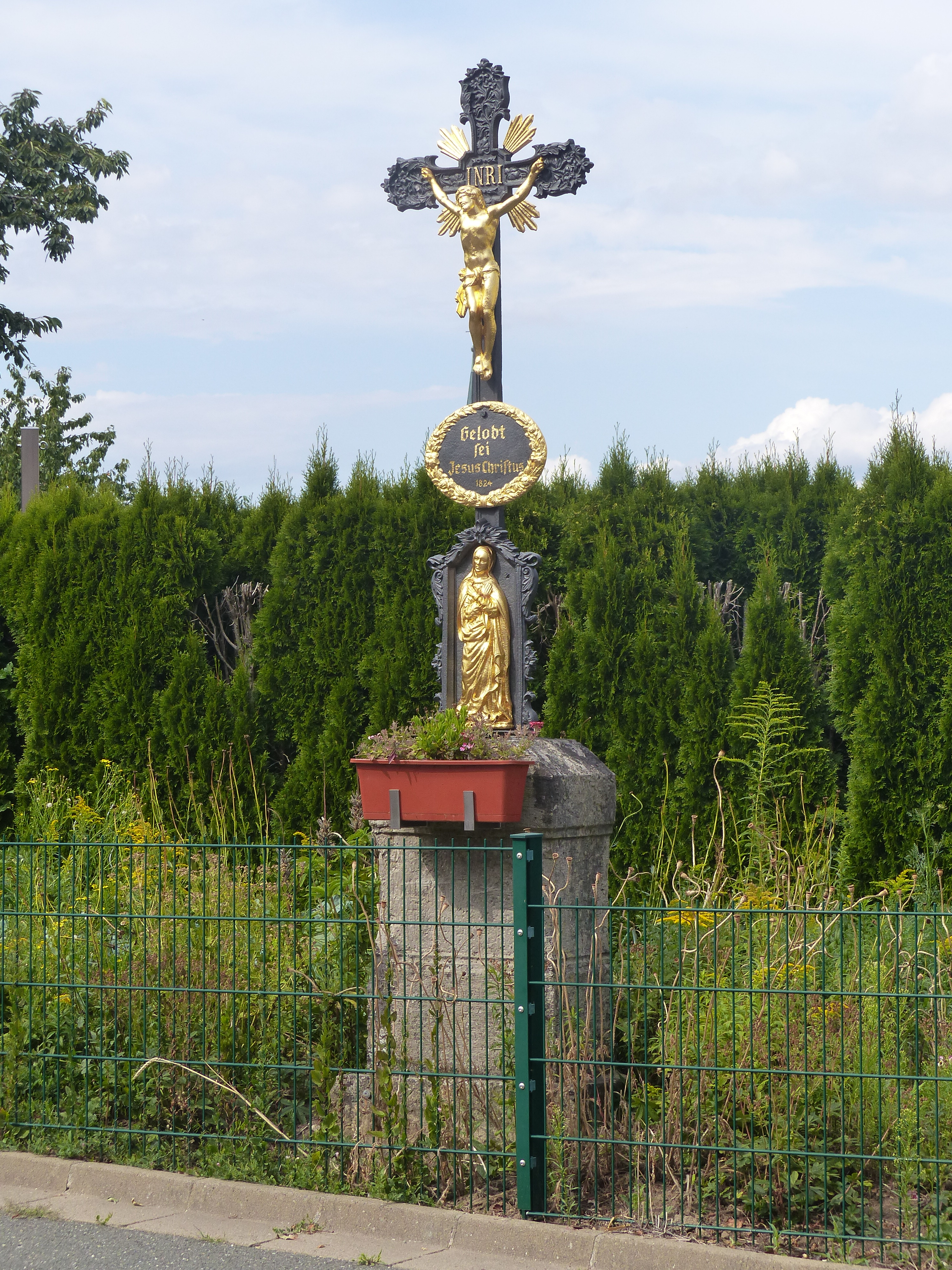
Gusseisernes Kruzifix

Im südlichen Ortsbereich von Geschwand befindet sich ein gusseisernes Kruzifix, das aus der ersten Hälfte des 19. Jahrhunderts stammt.